# معجزه‌های خواربار فروشی نامیا
معجزه‌های خواربار فروشی نامیا (ژاپنی: ナミヤ雑貨店の奇蹟, Namiya Zakkaten no Kiseki) یک رمان ژاپنی در سال ۲۰۱۲ است که توسط کیگو هیگاشینو نوشته شده و توسط کادوکاوا شوتن منتشر شده‌است.

## داستان
در سال ۱۹۸۰، خواربار فروشی نامیا پس از اینکه مالک آن، یوجی نامیا، نامه‌های مشاوره‌ای مردم را می‌پذیرد و برای هر چیزی که آن‌ها را ناراحت می‌کند مشاوره می‌پذیرد. وقتی خواربار فروشی بسته می‌شود، مردم نامه‌های خود را از سوراخی در درب جمع‌آوری شده در صندوق پستی می‌اندازند و پاسخی دست‌نویس از نامیا در جعبه‌ای که بیرون آویزان شده بود دریافت می‌کنند. در سال ۲۰۱۲، سه دزد، آتسویا، شوتا و کوههی، پس از برخی جنایات کوچک، در خواربار فروشی متروکه نامیا پناه می‌شوند. تا صبح آنجا می‌مانند، پسران با انداختن یک نامه از دریچه صحبت‌شان را متوقف می‌کنند، اگرچه هیچ‌کس بیرون نیست. این نامه خطاب به خواربار فروشی است و توسط شخصی برای مشورت در مورد نگرانی‌ها نوشته شده‌است. پسرها با خواندن آن متوجه می‌شوند که این نامه در سال ۱۹۸۰ یعنی ۳۲ سال پیش نوشته شده‌است.